# المافوئرت (میسسیونس)
المافوئرت (میسسیونس) (به اسپانیایی: Almafuerte (Misiones)) یک منطقهٔ مسکونی در آرژانتین است که در ایالت میسیونز واقع شده‌است.

## خصوصیات
المافوئرت ۷۹ کیلومترمربع مساحت و ۱٬۰۲۲ نفر جمعیت دارد و ۳۵۶ متر بالاتر از سطح دریا واقع شده‌است.